# Липовка (Режівський міський округ)
Ли́повка (рос. Липовка) — селище у складі Режівського міського округу Свердловської області.
Населення — 62 особи (2010, 87 у 2002).
Національний склад станом на 2002 рік: росіяни — 100 %.